# Gerardo Hernández
Gerardo Hernández Nordelo, född 4 juli 1965 på Kuba, är en av de omtalade fem kubaner som sitter fängslade i USA, dömda för bland annat spioneri.